# Plane of the Dead

Plane of the Dead (Flight of the Living Dead: Outbreak on a Plane) est un film d'horreur américain réalisé par Scott Thomas, sorti en 2007.

## Synopsis
Des scientifiques faisant des expériences sur la mort embarquent un étrange container dans la soute d'un avion de ligne faisant la liaison Los Angeles - Paris. Pris dans un violent orage, l'avion en détresse a du mal à être stabilisé et les nombreuses secousses provoquent l'ouverture du mystérieux container, qui libère alors un violent virus transformant toute personne à son contact en zombie assoiffé de sang. Les survivants vont devoir lutter dans cet espace confiné et réussir à poser l'appareil pour s'en sortir.

## Fiche technique
- Titre : Plane of the Dead
- Titre français : Les zombies dans l'avion
- Titre original : Flight of the Living Dead: Outbreak on a Plane
- Réalisation : Scott Thomas
- Scénario : Scott Thomas, Sidney Iwanter et Mark Onspaugh
- Production : Lawrence Garcia, Kevin Kasha, David Shoshan, Glen Tackett, Jason Van Vleet, David Van Woert, Leo Vezzali
- Musique : Nathan Wang
- Photographie : Mark Eberle
- Montage : Wilton Cruz
- Pays d'origine : États-Unis
- Format : Couleurs
- Genre : Horreur
- Durée : 89 minutes
- Date de sortie : 2007

## Distribution
- David Chisum : Truman
- Kristen Kerr : Megan
- Kevin J. O'Connor : Frank
- Richard Tyson : Paul Judd
- Erick Avari : Dr. Bennett
- Raymond J. Barry : Capt Banyon
- Brian Thompson : Kevin
- David Spielberg : Dr. Conroy
- Sarah Laine : Cara

## Voir également